# Yoshihiko Noda
Yoshihiko Noda (野田 佳彦 Noda Yoshihiko?), född 20 maj 1957 i Funabashi, Chiba prefektur, är en japansk politiker i Demokratiska partiet (DPJ) och ledamot i representanthuset (underhuset) i parlamentet (lagstiftande församlingen).
Noda blev Japans premiärminister den 2 september 2011. Han blev premiärminister sedan han vunnit kampen om partiledarposten mot motståndaren, handelsminister Banri Kaieda. Sedan hans parti förlorat ett allmänt val den 16 december 2012 fick han avträda posten till förmån för Shinzo Abe.

## Politisk karriär
Noda debuterade i rikspolitiken i 1993 års parlamentsval som kandidat för partiet Nya Japan (日本新党, JNP) som han varit med om att grunda. Efter att den bräckliga regering som bildats med bland annat Nya Japans stöd fallit slogs Nodas parti samman med flera andra mindre partier till Nya framstegspartiet (新進党, NFP). I 1996 års parlamentsval slogs Noda ut med 105 rösters marginal av en kandidat från Liberaldemokraterna, varpå han lämnade det av inre slitningar drabbade Framstegspartiet och övergick till Demokratiska partiet.
År 2000 valdes Noda åter in i parlamentet som Chibas representant för Demokraterna och blev samma år chef för partikansliet. Han satt även i partiets skuggregering, först som reformminister och sedan 2004 som finansminister. Andra hälften av 00-talet blev dock en politisk ökenvandring för Noda, då hans krets hade kopplingar till en skandal baserad på köpta förfalskade brev med mutanklagelser mot en liberaldemokratisk partitopp. 2009, under Hatoyamas regering, utsågs Noda till vice finansminister.
Från juni 2010 var han Japans finansminister. Han efterträdde då Naoto Kan, som blev premiärminister. När Kan avgick som premiärminister i augusti 2011 efter kritik för sin hantering av följderna av jordbävningen i mars 2011, efterträdde Yoshihiko Noda honom även på den posten. Noda valdes till partiledare den 29 augusti 2011 och svors in som premiärminister den 2 september 2011. Han fick avgå som premiärminister sedan hans parti förlorat ett allmänt val den 16 december 2012 och efterträddes av Shinzo Abe från Liberaldemokraterna den 26 december 2012.
Till skillnad från Naoto Kan önskar Yoshihiko Noda inte att alla Japans kärnkraftverk skall stängas. Han har inte stött sin föregångares krav på ett kärnkraftsfritt Japan.

## Bakgrund
Noda föddes i ett vanligt medelklasshem, fadern var yrkesmilitär vid de japanska självförsvarsstyrkorna. Efter gymnasiet läste han statsvetenskap vid Wasedauniversitetet och gick efter examen vidare till Matsushitas politisk-ekonomiska privatskola som fostrat många japanska politiker och finansmän. Studietiden följdes av arbeten som privatlärare och som kontrollant vid Tokyos gasverk. 1987 valdes han vid 29 års ålder in som yngsta ledamot till Chiba läns länsfullmäktige.